# 阿拉斯加州州旗

由班尼·班森設計的旗幟原案

阿拉斯加州州旗是一面蓝底旗，上有八颗金星组成北斗七星及北极星。这面旗帜设计于1927年，设计者是一名仅有13岁的当地原住民儿童，名叫班尼·班森（Benny Benson），并在当时一次为阿拉斯加地区设计旗帜的比赛中获选。1867年美国从沙俄购买阿拉斯加之后，代表阿拉斯加的只有美国国旗而没有阿拉斯加自己的旗帜。这一设计从全地区7至12年级学童提交的约700份投稿中选出。其他的方案多集中于地区性标志、极昼、极光、北极熊，以及淘金。本森因此获得了1000美元和一块刻表。他的设计取材于天空，并在投稿中称：
|  | 蓝底象征阿拉斯加的天空和阿拉斯加一种叫勿忘我的花。北极星象征未来美国最北的阿拉斯加州。北斗星表示大熊座——象征力量。 |

北斗七星是大熊座的一组星团，而大熊座象征阿拉斯加的一种本土动物——熊；利用北斗星可以找到北极星，指明正北，与指南针在阿拉斯加指示的正北差异极大。
阿拉斯加立法机构于1927年5月2日采纳此旗为阿拉斯加地区旗。第一面旗由蓝色丝绸制成，采用金星，于1927年7月9日首次升起，1959年写入法律成为州旗。
旗帜的意义在州歌《阿拉斯加之旗》（Alaska's Flag）中提及。
| 名稱   | 顏色 | RGB | RGB | RGB | RGB       |
| 名稱   | 顏色 | R   | G   | B   | 8-bit hex |
| ------ | ---- | --- | --- | --- | --------- |
| 海軍藍 |      | 15  | 32  | 75  | #0F204B   |
| 黃金色 |      | 255 | 182 | 18  | #FFB612   |

## 歷史旗幟

### 列表
| 國家               | 管理機構                                        | 代表旗幟                        | 使用時間                      |
| ------------------ | ----------------------------------------------- | ------------------------------- | ----------------------------- |
| 俄羅斯帝國宣稱擁有 | 無                                              |                                 | 1741年7月15日 – 1799年7月8日  |
| 俄羅斯帝國         | 俄美公司                                        | 1799年7月8日 – 1806年10月10日   |                               |
| 俄羅斯帝國         | 俄美公司                                        | 1806年10月10日 – 1867年10月18日 |                               |
| 俄羅斯帝國         | 俄美公司                                        | 1858年6月11日 – 1867年10月18日  |                               |
| 美利堅合眾國       | 阿拉斯加署 （由美國陸軍、財政部及海軍先後管理） |                                 | 1867年10月18日 – 1877年7月3日 |
| 美利堅合眾國       | 阿拉斯加署 （由美國陸軍、財政部及海軍先後管理） | 1877年7月4日 – 1884年5月16日    |                               |
| 美利堅合眾國       | 阿拉斯加特区                                    |                                 | 1884年5月17日 – 1890年7月3日  |
| 美利堅合眾國       | 阿拉斯加特区                                    | 1890年7月4日 – 1891年7月3日     |                               |
| 美利堅合眾國       | 阿拉斯加特区                                    | 1891年7月4日 – 1896年7月3日     |                               |
| 美利堅合眾國       | 阿拉斯加特区                                    | 1896年7月4日 – 1908年7月3日     |                               |
| 美利堅合眾國       | 阿拉斯加特区                                    | 1908年7月4日 – 1912年7月3日     |                               |
| 美利堅合眾國       | 阿拉斯加特区                                    | 1912年7月4日 – 1912年8月23日    |                               |
| 美利堅合眾國       | 阿拉斯加領地                                    |                                 | 1912年8月24日 – 1927年7月9日  |
| 美利堅合眾國       | 阿拉斯加領地                                    | 1927年7月9日 – 1959年1月3日     |                               |
| 美利堅合眾國       | 阿拉斯加州                                      | 1959年1月3日 – 至今             |                               |